# Non mi rompete/La città sottile
Non mi rompete/La città sottile è un singolo del gruppo musicale rock progressivo italiano Banco del Mutuo Soccorso, pubblicato nel 1973 come unico estratto dal terzo album in studio Io sono nato libero.

## Descrizione
Il lato A del disco contiene Non mi rompete, brano che unisce sonorità rock progressivo e folk rock, mentre il testo ha come tematica il sonno, visto come evasione da una società autoritaria.
Il lato B invece contiene La città sottile, tipicamente rock psichedelico e che tratta dell'alienazione dell'uomo all'interno della città metropolitana.

## Tracce
Lato A
1. Non mi rompete – 4:40 (testo: Francesco Di Giacomo, Vittorio Nocenzi e Marva Jan Marrow – musica: Vittorio Nocenzi; edizioni musicali Wiz Music, Pegaso)

Lato B
1. La città sottile – 7:06 (testo: Vittorio Nocenzi – musica: Gianni Nocenzi; edizioni musicali Wiz Music, Pegaso)